# Bad Wolf
"Bad Wolf" (KBS 방영 제목: 〈게임의 끝〉)은 영국의 공상과학 텔레비전 드라마 《닥터 후》 시리즈 1의 열두 번째 에피소드이다. 2005년 6월 11일 영국에서 첫방송되었다. 타디스 일행이 제5위성이라는 이름의 방송국 인공위성에 갇혀, 죽음의 게임에서 살아남기 위해 고군분투한다. 하지만 로즈는 어디론가 사라지고, 닥터는 자신의 가장 큰 적이 일제히 귀환했음을 깨닫게 된다.
총 2부로 나뉜 줄거리의 첫번째 에피소드로, 두번째 에피소드인 "The Parting of the Ways"는 2005년 6월 18일에 방영되었다.

## 줄거리
닥터, 로즈, 잭 하크니스는 일시적으로 기억상실증에 걸린 채 깨어나, 각각 텔레비전 게임 쇼 무대에 오르게 된다. 닥터는 대비너드로이드가 집주인을 맡고 있는 가정 버라이어티 《빅 브라더》에 출연하고, 로즈는 앤 드로이드가 사회를 보는 퀴즈쇼 《위키스트 링크》의 무대에 오른다. 그리고 잭은 깨어나자마자 두 여자 안드로이드와 만나 자신의 옷단장을 맡기는 스타일링 쇼에 출연한다. 그리고 세 명 모두 자신이 지금 출연하고 있는 쇼가 21세기의 원래 프로그램을 벗어나, 목숨까지 걸어야 하는 죽음의 쇼임을 깨닫게 된다. 미래판 《위키스트 링크》와 《빅 브라더》에서는 탈락한 출연자는 산산히 분해되는 벌칙을 받고, 스타일링 쇼의 참가자는 잔인한 인체 개조까지 겪어야 한다. 닥터는 규칙을 어기고 퇴거실로 함부로 들어가 스스로 탈락시켜 달라고 외치지만, 어떤 이유에서인지 분해 광선이 쏘여지지 않자 그럴 줄 알았다는 듯이 문을 따고 세트장에서 탈출한다. 그 쇼의 다른 참가자였던 린다도 닥터의 손을 잡고 뒤를 따라 문밖으로 나선다. 밖으로 나온 닥터는 자신이 지금 제5위성에 타고 있다는 사실을 알게 되는데, 이전에 "The Long Game"에서 방문했었던 바로 그 위성이었다. 제5위성은 게임 스테이션으로 이름이 바뀐 채 배드 울프 사의 운영관리를 받고 있었다. 린다는 100년 전에 제5위성이 방송을 멈추면서 인류가 대혼란에 빠졌다고 설명하자, 닥터는 이 모든 상황이 자신이 자초한 짓임을 깨닫는다.
린다와 닥터는 역시 자력으로 탈출해 나온 잭과 함께 로즈를 찾아 나선다. 그러나 이들이 로즈를 발견했을 때는 로즈가 《위키스트 링크》의 마지막 라운드에서 패배하여 바로 분해 광선을 맞은 직후였다. 셋은 체포되지만 구치장에서 탈출하고 500층의 통제실로 이동한다. 그곳에서 위성을 관제하는 인공두뇌화된 여자를 마주한다. 이 여성은 태양 폭발로 통신 두절되는 틈을 타서 닥터에게 직접 말을 걸 수 있게 되자, 자신의 주인님은 폭발이 진행되는 동안에는 뭘 하고 있는지 엿듣지 못한다고 닥터에게 말한다. 또 트랜스매트를 써서 닥터와 동행자들이 게임에 출연한 것을 자기 주인님들이 보지 못하도록 손썼다고 말한다. 그녀는 자기를 통제하는 게 누군지 정체를 밝히려는 찰나, 태양 폭풍이 끝나면서 대화를 멈추고 다시 원래 모습대로 돌아간다. 잭은 접근제한 구역에 숨겨진 타디스를 발견하고 그곳에서 한가지 중요한 사실을 알아내는데, 쇼에서 탈락한 사람은 분해되는 것이 아니라 방송국 밖으로 전송된다는 것이었다. 한편 관제사는 닥터에게 트랜스미트 광선이 향하는 좌표가 어딘지 알려주려다 자기 주인님들에게 들키고 만다. 트랜스미트 광선을 맞고 어디론가 사라진 관제사는 어느 우주선에서 깨어났다가 자기 주인님들을 마주하고 살해당한다. 그사이 로즈도 우주선 안에서 깨어났다가 달렉 한마리가 자신에게 다가오자 공포에 질린다. 닥터와 잭은 방송국 위성에서 나오는 신호를 포착해, 태양계 끄트머리에 뭔가 숨겨져 있음을 알게 된다. 신호를 끄자 달렉 함대의 부대가 모니터에 드러난다. 달렉들은 닥터와 통신 채널을 가동하고, 간섭하면 로즈를 죽이겠다고 위협한다. 닥터는 싫다는 한마디로 물러나길 거절하고, 로즈를 구하고 달렉들을 쓸어버리겠다고 달렉들 앞에 맹세한다.
이후 달렉들이 제5위성을 침공하기 위해 분주한 모습으로 에피소드는 끝이 난다.

### 다른 에피소드와의 연관성
《위키스트 링크》퀴즈쇼 장면에서 나오는 정답 중 하나가 토치우드인데, 이것이 바로 《닥터 후》에서 토치우드라는 이름이 등장한 첫번째 사례이다. 토치우드는 시즌 2를 꿰뚫는 주제가 된다. 닥터가 맨 처음에 《빅 브라더》세트장에서 탈출하려 했을 때 린다가 '데드락 실' (deadlock seal) 때문에 참가자들은 밖으로 빠져나가지 못한다고 말한다. 이 데드락 실은 이후로도 자주 언급되는데, 시즌 2의 "School Reunion" (2006), 시즌 3의 "Evolution of the Daleks"와 "42" (2007)에서 나오며 소닉 스크류드라이버 하나만으로는 꿰둟을 수 없는 유일한 잠금 장치로 나온다."The End of the World"에서 말로만 언급됐던 엑소 글라스 (특수유리)도 다시 등장하는데, 린다는 핵폭탄으로나 깨질 거라고 설명한다. 공간 이동 광선을 줄여서 부른 '트랜스매트' (transmat)라는 용어는 〈The Ark in Space〉 (1975)에서 처음으로 쓰였으며 이후 드라마 내에서 자주 쓰이는 용어 중 하나가 되었다.
에피소드 중반에 《위키스트 링크》에 출연한 로즈가 보의 얼굴에 관한 퀴즈를 맞추는 장면이 나온다. 보의 얼굴은 "Bad Wolf"의 배경 무대에서 약 5억년 후의 미래를 무대로 한 "The End of the World"에서 처음 등장한 바 있다. 보의 얼굴은 이후 "The Long Game"에서도 언급된 적이 있고 시즌 2의 "New Earth"와 시즌 3의 "Gridlock"에서는 좀더 비중있는 역할을 맡게 된다. 퀴즈에서 보의 얼굴이 '이솝 갤럭시'에서 가장 오래 산 주민이라는 언급이 나오는데, 올드 시즌의 The Web Planet에서 보티스 행성이 있는 은하이기도 했다. 마지막으로 잭과 닥터가 달 죄수 유배지 (Lunar Penal Colony)를 언급하는데〈Frontier in Space〉에서 3대 닥터가 보내졌던 유배지이기도 하다.
'배드 울프' (Bad Wolf)라는 단어는 맨 처음 에피소드인 "Rose"와 두 파트 중 한쪽에서만 나온 경우를 빼면 시리즈 매 화마다 등장한다. 또 《닥터 후》의 이후 시즌에서도 수차례 등장하며 《토치우드》의 "Captain Jack Harkness" 에피소드에서도 댄스홀에 그려진 그래피티로 등장한다.

### 드라마 외적 요소
에피소드 내에서 등장하는 게임 쇼는 전부 당시 영국에서 실제로 방송되던 예능 프로그램들을 따온 것이다. 닥터가 출연한 《빅 브라더》는 《빅 브라더》라는 이름의 가정 동거 예능쇼를 따왔다. 맨 처음에 대비너드로이드라는 이름의 기계음 진행자가 닥터에게 "채널 44000번에 출연중이니 욕설은 삼가해 달라"는 멘트를 하는데, 실제 방송에서도 진행자 대비너 맥콜이 생방송 도중 집안 세트장에 출연자들에게 하는 당부 멘트이다. 또 이 장면과 에피소드 내 다른 장면에서 실제 예능 프로에 쓰인 <빅 브라더 UK 텔레비전 테마송>이 삽입됐다. 에피소드 내 닥터의 마지막 대사는 "금방 데리러 갈게" (I'm coming to get you)인데, 실제 예능에서 대비너 맥콜이 빅 브라더 하우스에 입주한 참가자들을 퇴거시킬 때마다 하는 멘트와 동일하다.
로즈가 출연한 《더 위키스트 링크》 역시 같은 이름의 예능 프로그램이 실존한다. 앤 드로이드 (Ann Droid)라는 이름의 안드로이드 진행자가 딱딱한 기계어투로 참가자에게 퀴즈를 내는데, 실제 퀴즈쇼에서 앤 로빈슨이라는 이름의 여성 진행자가 참가자들에게 딱딱하게 퀴즈를 던지는 모습을 패러디한 것이다. 에피소드 내에서 진행되는 퀴즈쇼 방식과 자막도 원래의 프로그램 형식을 그대로 따왔다. 잭 하크니스가 출연한 패션스타일 탈바꿈하기 프로젝트도 《왓 낫 투 웨어》라는 이름의 예능 프로그램에서 아이디어를 따왔다.
그밖에 린다가 언급하는 위성 방송국의 게임쇼 중에서 실제로는 없는 《곰과 나》(Bear with Me)를 빼면 전부 영국의 예능 프로그램 제목들을 그대로 따왔다.《콜 마이 블러프》, 《카운트다운》, 《그라운드 포스》, 《와이프아웃》, 《스타스 인 데어 아이즈》가 바로 그들인데, 작중에서는 각각의 제목들을 비틀어, 참가자들끼리 죽고 죽이는 프로그램이라고 패러디된다 (와이프아웃은 말 그대로 싹쓸이 하는 프로그램이라는 등).

## 한국판 성우진(KBS)
- 이정구 - 9대 닥터(크리스토퍼 에클스턴)
- 오길경 - 로즈 타일러(빌리 파이퍼)
- 홍성헌 - 캡틴 잭 하크니스(존 배로먼)
- 주유랑 - 린다(조 조이너)
- 김희선 - 통제관(마사 코프) / 프로그램 진행자(제나 러셀)
- 김소형 - 데이비츠(조 스톤-피윙스) / 달렉(니콜라스 브릭스)
- 전숙경 - 데이비츠의 연인(리사 네이어)

### 평론
- (영어) 〈Bad Wolf〉   - 아웃포스트 갈리프레이 리뷰
- (영어) 〈Bad Wolf" / "The Parting of the Ways〉   - 아웃포스트 갈리프레이 리뷰
- (영어) "Bad Wolf"  리뷰 - The Doctor Who Ratings Guide
- (영어) "Bad Wolf" / "The Parting of the Ways"  리뷰 - The Doctor Who Ratings Guide